# The April Fools
The April Fools é um filme norte-americano de 1969, do gênero comédia romântica, dirigido por Stuart Rosenberg.

## Elenco
- Jack Lemmon .... Howard Brubaker
- Catherine Deneuve .... Catherine Gunther
- Peter Lawford .... Ted Gunther
- Jack Weston .... Potter Shrader
- Myrna Loy .... Grace Greenlaw
- Charles Boyer .... Andre Greenlaw
- Kenneth Mars .... Les Hopkins
- Melinda Dillon .... Leslie Hopkins
- Harvey Korman .... Matt Benson
- Sally Kellerman .... Phyllis Brubaker
- Gary Dubin .... Stanley Brubaker
- Janice Carroll .... Mimsy Shrader

## Principais prêmios e indicações
Laurel Awards 1970 (EUA)
- Venecu na categoria de melhor ator em comédia (Jack Lemmon)
- Indicado nas categorias de melhor ator coadjuvante (Jack Weston)